# LGBTに関する課題を考える議員連盟
LGBTに関する課題を考える議員連盟 （エルジービーティーにかんするかだいをかんがえるぎいんれんめい）は、2015年3月17日に設立された日本の超党派の国会議員による議員連盟。略称はLGBT議連（エルジービーティーぎれん）。
会長は、2023年2月15日から岩屋毅（自由民主党）が務めている。　

## 概要
2012年12月の衆議院選挙の際、市民団体「レインボープライド愛媛」は各政党に対し、性的少数者に関するアンケートを行った。そのうち自由民主党は、「人権問題として取り組まなくてよい」「性的少数者の人権を守る施策について、(性的少数者の中でも)性同一性障害者(トランスセクシャル)には必要だが、同性愛者には必要がない」「同性結婚の制度は特に必要がない」と回答。トランスセクシャル向けを除いたLGBT施策に消極的な姿勢をみせた。
2013年7月時点で自民党内では、馳浩、橋本岳、福田峰之、牧島かれんなどが中心となって「性的マイノリティに関する課題を考える会（仮称。後のLGBTに関する課題を考える会）」を設立する動きが出ていることが報じられた。同年、日本共産党の宮本岳志衆議院議員は、LGBT団体に対し、「わたしたち左翼と思われている人間が性的マイノリティのことで動くと保守系の人たちが騒ぐ」「これからも日本共産党が性的マイノリティの人たちを守るのは揺らぐことはないので、一人でも多くの自民党議員を味方につける努力をしなさい。わたしはそれを望んでいる」と語った。
2015年3月17日、超党派の議員連盟「LGBTに関する課題を考える議員連盟」が発足。初代会長には自民党の馳浩が選出された。前述の宮本岳志日本共産党議員も議連へ加わった。2021年10月14日に衆議院が解散し、衆院選ではなく石川県知事選挙への出馬を表明していた馳はこの日をもって国会議員ではなくなったことで議連会長を退任。2022年3月14日には馳は保守分裂選挙を制して、当選した。
2023年2月15日、国会内で総会が開かれ、自民党の岩屋毅が空席となっていた会長に選出された。なお、岩屋は2021年の衆院選の際、同性婚を可能とする法改正について、NHKのアンケートに「どちらかといえば反対」と回答し、朝日新聞社のアンケートに「どちらとも言えない」と回答していた。「同性婚を制度として認めるべきだと考るか」との毎日新聞社のアンケートには「認めるべきでない」と回答していた。

## 所属国会議員・議連関係国会議員
| 役員       | 役員                                                                   | 役員                                                       | 役員                                            |
| ---------- | ---------------------------------------------------------------------- | ---------------------------------------------------------- | ----------------------------------------------- |
| 会長       | 岩屋毅 （衆議院、自由民主党） （10回、大分3区）                        |                                                            |                                                 |
| 会長代理   | 稲田朋美 （衆議院、自由民主党） （7回、福井1区）                       |                                                            |                                                 |
| 幹事長     | 西村智奈美 （衆議院、立憲民主党） （7回、新潟1区）                     |                                                            |                                                 |
| 事務局長   | 谷合正明 （参議院、公明党） （4回、比例区）                            |                                                            |                                                 |
| 事務局次長 | 牧島かれん （衆議院、自由民主党） （5回、神奈川17区）                  |                                                            |                                                 |
| 顧問       | 細野豪志 （衆議院、自由民主党） （9回、静岡5区）                       |                                                            |                                                 |
| 幹事       | 尾辻かな子 （衆議院、立憲民主党） （2回・参院1回、比例近畿・大阪10区） | 田村智子 （衆議院、日本共産党） （1回・参院3回、比例東京） | 福島瑞穂 （参議院、社会民主党） （5回、比例区） |

### 所属議員

#### 衆議院議員
| 立憲民主党                        |
| --------------------------------- |
| 寺田学 （7回、比例東北・秋田1区） |

#### 参議院議員
| 公明党                     | 公明党                   | 公明党                          |
| -------------------------- | ------------------------ | ------------------------------- |
| 新妻秀規 （2回、比例区）   |                          |                                 |
| 立憲民主党                 |                          |                                 |
| 牧山弘恵 （4回、神奈川県） | 吉田忠智 （3回、大分県） | 辻元清美 （1回・衆7回、比例区） |

### 所属外の議連集会参加議員

#### 衆議院議員
| 立憲民主党                 |
| -------------------------- |
| 岡田克也 （12回、三重3区） |

#### 参議院議員
| 立憲民主党               |
| ------------------------ |
| 福山哲郎 （5回、京都府） |

### 所属していた議員

#### 落選
- 幹事：山本朋広（自由民主党）[11]
- 幹事：福田峰之（設立時自由民主党、落選時希望の党）[10][18]。
- 左藤章（自由民主党）[19]
- 橋本岳（自由民主党）[10]
- 國重徹（公明党）[14]
- 石川大我（立憲民主党）[20]
- 清水忠史（日本共産党）[21]
- 畑野君枝（日本共産党）[14][21]
- 池内沙織（日本共産党）[14][22][13]
- 宮本岳志（日本共産党）[10]
- 伊藤岳（日本共産党）[21]

#### 引退
- 江田五月（立憲民主党）[14]
- 神本みえ子（立憲民主党）[14]
- 山尾志桜里（参加時民進党→引退時国民民主党）[14]
- 松田公太（日本を元気にする会）[14]
- 赤枝恒雄（自由民主党）[14]

#### 議員辞職
- 初鹿明博（参加時民進党→立憲民主党時に女性問題で離党し、議員辞職時無所属）[14]

#### 転出
- 初代会長 : 馳浩（自由民主党。設立時から2021年10月14日）[11][15][14]